# Resident Evil Re:Verse
Resident Evil Re:Verse — компьютерная игра в жанре кооперативного шутера от третьего лица с элементами survival horror. Разработана компанией Capcom совместно с гонконгской студией NeoBards Entertainment (предыдущее сотрудничество при создании Resident Evil: Resistance). Релиз состоялся 28 октября 2022 на Windows, PlayStation 5, PlayStation 4, Xbox Series X/S, Xbox One, Stadia. В 2025 году игра была снята с продажи, а её серверы закрыты.

## Игровой процесс
Resident Evil Re:Verse — многопользовательский шутер от третьего лица, основанный на персонажах серии Resident Evil. Игроки (возможно участие от двух до шести игроков) соревнуются в пятиминутных матчах с использованием оружия и предметов, найденных на карте. Побеждает игрок, набравший наибольшее количество очков (RP) в конце матча. Каждый персонаж обладает особым набором навыков и оружия.

## Разработка и выход
Resident Evil Re:Verse была анонсирована 22 января 2021 года на мероприятии Resident Evil Showcase в честь 25-летия серии. Был продемонстрирован 50-секундный трейлер и обозначена дата выхода проекта —7 мая 2021 года. В апреле того же года, разработчики сообщили о переносе релиза на лето 2021, а позже было сообщено о переносе на 2022 год из-за проблем во время бета-тестирования игры. В январе 2022 года, было проведено закрытое бета-тестирование, во время которого один из участников слил в сеть двухчасовой геймплей. В марте 2022 на сайте разработчиков появилась информации об открытом бета-тестировании игры в апреле. 7 мая 2022 PEGI выдали игре рейтинг 18. 14 июня 2022 после долго затишья, разработчики назначили релиз на 28 октября 2022. 24 октября игра вышла в ранний доступ и получила от игроков смешанные отзывы. Полноценный релиз и выход игры из раннего доступа состоялся 28 октября 2022 года на Windows, PlayStation 5, PlayStation 4, Xbox Series X/S, Xbox One, Stadia.
3 марта 2025 года Resident Evil Re:Verse была снята с продажи в цифровых магазинах, и её больше нельзя получить за приобретение Resident Evil Village. 30 июня 2025 года Capcom отключила серверы и удалила страницу игры с официального сайта франшизы.

## Отзывы критиков
| Сводный рейтинг    | Сводный рейтинг |
| Агрегатор          | Оценка          |
| ------------------ | --------------- |
| OpenCritic         | 38/100          |
| Иноязычные издания |                 |
| Издание            | Оценка          |
| IGN                | 5/10            |

Согласно агрегатору рецензий OpenCritic Resident Evil Re:Verse получила отрицательные отзывы от критиков.
Уилл Борджер с сайта IGN оценил игру в 5 баллов из 10, отметив что игра может доставить удовольствие в коротких партиях, но каждый матч «заставлял его вздрагивать» из-за проблем с балансом. Также он пожаловался на отсутствие разнообразия и методы монетизации, которые делают улучшения более доступными тем, кто «готов тратить деньги».